# Extra (winkel)
Extra is een winkelketen met de maatschappelijke zetel en het distributiecentrum in het West-Vlaamse Zwevegem. Ze zet zich vooral in op de verkoop van onderhouds- en schoonheidsproducten, decoratie en seizoensartikelen. De keten telt circa 44 winkels die alle gelegen zijn in het Waals Gewest.

## Oorsprong en groei
In 1992 openden Stephan Lesage en Greet Huysentruyt in Komen een eerste winkel met een oppervlakte van 100 m². Het jaar daarop volgde onder de naam Eurobazar een tweede vestiging van circa 300 m² in het nabijgelegen Ploegsteert. Verdere expansie volgde twintig jaar later. Tussen 2002 en 2009 openden veertien Lediscount-winkels, voornamelijk gelegen op de Waalse As. In 2013 verrees in Zwevegem een logistiek centrum van circa 10.000 m² en kwamen er vier winkels bij. Tussen 2013 en 2015 kwamen er in totaal negen nieuwe filialen bij waardoor het aantal opliep tot 25. In 2015 werden alle winkels herdoopt tot Extra.
Teneinde het gamma aan te passen aan de Vlaamse markt, opende het bedrijf in 2016 in Wevelgem een testwinkel onder de naam Flash. In oktober 2016 volgde een tweede Flash-filiaal in Roeselare maar deze sloot op 12 maart 2018 de deuren.